# Regius Professor of Medicine (Oxford)
Regius Professorship of Medicine (ursprungligen Regius Professor of Physic), grundad omkring 1541, är en av de äldsta professurerna vid universitetet i Oxford.
Professuren instiftades av Henrik VIII, som samtidigt instiftade ytterligare fyra poster som Regius Professor.

## Innehavare
- 1546–1554 John Warner
- 1554–1561 Thomas Frauncis
- 1561–1582 Walter Bayley
- 1582–1597 Anthony Aylworth
- 1597–1612 Bartholomew Warner
- 1612–1647 Thomas Clayton den äldre
- 1647–1665 Thomas Clayton den yngre
- 1665–1681 James Hyde
- 1681–1698 John Luffe
- 1698–1718 Thomas Hoy
- 1718–1729 Joshua Lasher
- 1729–1730 William Beauvoir
- 1730–1758 William Woodforde
- 1759–1772  John Kelly
- 1772–1801 William Vivian
- 1801–1822 Christopher Pegge
- 1822–1851 John Kidd
- 1851–1857 James Adey Ogle
- 1858–1894 Henry Wentworth Acland
- 1895–1904 John Scott Burdon-Sanderson
- 1905–1919 William Osler
- 1920–1927 Archibald Garrod
- 1928–1943 Edward Farquhar Buzzard
- 1943–1948 Arthur William Mickle Ellis
- 1948–1954 Arthur Duncan Gardner
- 1956–1968 George Pickering
- 1969–1979 Richard Doll
- 1979–1992 Henry Harris
- 1992–2000 David J. Weatherall
- 2002– John Irving Bell